# Santino Marella
Anthony Carelli (født 14. marts 1974), bedst kendt som Santino Marella,
er en italiensk-canadisk professionel wrestler, mixed martial artist og judokæmper, der arbejder for WWE.
Carelli har vundet Intercontinental Champion to gange, tidligere United States Champion, og tidligere Tag Team Champion med Vladimir Kozlov.